# Distrito de Cluj
Cluj (en húngaro: Kolozs megye) es un distrito (Judet) de Rumania, en la región de Transilvania. La capital del distrito es Cluj-Napoca (Población: 333.607 habitantes), fundada por los romanos en el año 124. Esta ciudad formó parte, con el nombre de Klausenburg, del Imperio austrohúngaro; tras su desmembración se integró en Hungría, con el nombre de Koloszvar. En la ciudad son bien visibles las huellas del Imperio, con nobles edificios del siglo XIX y también en estilo modernista. La Universidad, antigua fundación, es una de las más importantes del país: se desarrolló a partir de un Colegio jesuita, fundado en 1581; desde entonces tuvo una historia agitada, con varias interrupciones y discontinuidades. Es una universidad multilingüe, pues imparte docencia en rumano, húngaro y alemán. Cuenta con 4 Facultades de Teología.

## Demografía
- Población de 724.605 habitantes (año 2000), con una densidad de 109 habitantes/km². La mayoría de la población es ortodoxa, pero la fuerte minoría húngara (17,5%) es de religión católica y rito romano. Hay también población greco-católica, luterana, calvinista y adeptos al Unitarismo.

## Geografía
- Este distrito tiene un área de 6.674 km².

## Divisiones Administrativas

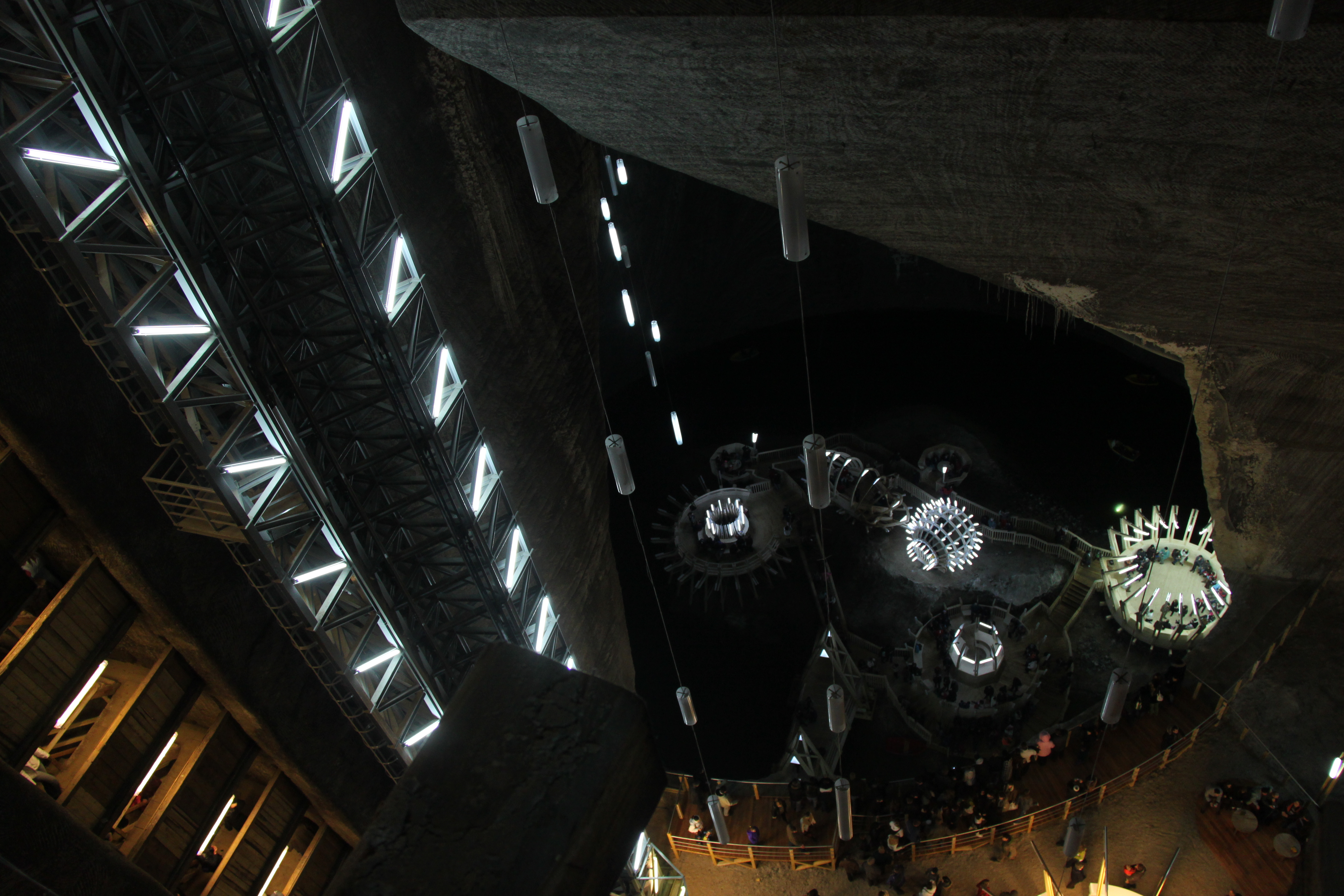
Las minas de sal de Turda

El distrito cuenta con 5 municipios, un poblado y 74 comunas.

### Municipios
- La capital: Cluj-Napoca que cuenta con una población de 318.027 (2002).
- Câmpia Turzii
- Dej
- Gherla
- Turda

### Poblaciones
- Huedin

### Comunas
| - Aghireşu - Aiton - Aluniş - Apahida - Aşchileu - Baciu - Băişoara - Beliş - Bobâlna - Bonţida - Borşa - Buza - Căianu - Călăţele - Cămăraşu - Căpuşu Mare - Căşeiu - Cătina - Câţcău | - Ceanu Mare - Chinteni - Chiuieşti - Ciucea - Ciurila - Cojocna - Corneşti - Cuzdrioara - Dăbâca - Feleacu - Fizeşu Gherlii - Floreşti - Frata - Gârbău - Geaca - Gilău - Iara - Iclod - Izvoru Crişului | - Jichişu de Jos - Jucu - Luna - Măguri-Răcătău - Mănăstireni - Mărgău - Mărişel - Mica - Mihai Viteazu - Mintiu Gherlii - Mociu - Moldoveneşti - Negreni - Pălatca - Panticeu - Petreştii de Jos - Ploscoş - Poieni | - Recea-Cristur - Săcuieu - Sănduleşti - Săvădisla - Sânncraiu - Sânmartin - Sânpaul - Sic - Suatu - Tritenii de Jos - Tureni - Ţaga - Unguraş - Vad - Valea Ierii - Viişoara - Vultureni |

### Pueblos
Lista de pueblos en el distrito Cluj:
- Nearşova
- Horlacea
- Călăţele
- Chesau
- martinesti